# Llista d'asteroides/123501–123600
| Nom      | Designació provisional | Data de descobriment | Lloc de descobriment | Descobridor/s                                  |
| -------- | ---------------------- | -------------------- | -------------------- | ---------------------------------------------- |
| 123501 - | 2000 WM180             | 27 de novembre, 2000 | Socorro              | LINEAR                                         |
| 123502 - | 2000 WV180             | 29 de novembre, 2000 | Socorro              | LINEAR                                         |
| 123503 - | 2000 WW180             | 29 de novembre, 2000 | Socorro              | LINEAR                                         |
| 123504 - | 2000 WE181             | 29 de novembre, 2000 | Socorro              | LINEAR                                         |
| 123505 - | 2000 WO181             | 30 de novembre, 2000 | Anderson Mesa        | LONEOS                                         |
| 123506 - | 2000 WA182             | 25 de novembre, 2000 | Socorro              | LINEAR                                         |
| 123507 - | 2000 WP182             | 20 de novembre, 2000 | Anderson Mesa        | LONEOS                                         |
| 123508 - | 2000 WU182             | 18 de novembre, 2000 | Socorro              | LINEAR                                         |
| 123509 - | 2000 WK183             | 26 de novembre, 2000 | La Silla             | O. R. Hainaut, C. E. Delahodde, A. C. Delsanti |
| 123510 - | 2000 WV184             | 29 de novembre, 2000 | Anderson Mesa        | LONEOS                                         |
| 123511 - | 2000 WP185             | 29 de novembre, 2000 | Socorro              | LINEAR                                         |
| 123512 - | 2000 WU187             | 16 de novembre, 2000 | Anderson Mesa        | LONEOS                                         |
| 123513 - | 2000 WV188             | 18 de novembre, 2000 | Anderson Mesa        | LONEOS                                         |
| 123514 - | 2000 WY190             | 19 de novembre, 2000 | Anderson Mesa        | LONEOS                                         |
| 123515 - | 2000 WH192             | 19 de novembre, 2000 | Anderson Mesa        | LONEOS                                         |
| 123516 - | 2000 XN1               | 3 de desembre, 2000  | Kitt Peak            | Spacewatch                                     |
| 123517 - | 2000 XY1               | 3 de desembre, 2000  | Kitt Peak            | Spacewatch                                     |
| 123518 - | 2000 XK3               | 1 de desembre, 2000  | Socorro              | LINEAR                                         |
| 123519 - | 2000 XM3               | 1 de desembre, 2000  | Socorro              | LINEAR                                         |
| 123520 - | 2000 XY3               | 1 de desembre, 2000  | Socorro              | LINEAR                                         |
| 123521 - | 2000 XD4               | 1 de desembre, 2000  | Socorro              | LINEAR                                         |
| 123522 - | 2000 XA5               | 1 de desembre, 2000  | Socorro              | LINEAR                                         |
| 123523 - | 2000 XY7               | 1 de desembre, 2000  | Socorro              | LINEAR                                         |
| 123524 - | 2000 XW9               | 1 de desembre, 2000  | Socorro              | LINEAR                                         |
| 123525 - | 2000 XB10              | 1 de desembre, 2000  | Socorro              | LINEAR                                         |
| 123526 - | 2000 XO12              | 4 de desembre, 2000  | Socorro              | LINEAR                                         |
| 123527 - | 2000 XQ12              | 4 de desembre, 2000  | Socorro              | LINEAR                                         |
| 123528 - | 2000 XZ12              | 4 de desembre, 2000  | Socorro              | LINEAR                                         |
| 123529 - | 2000 XA13              | 4 de desembre, 2000  | Socorro              | LINEAR                                         |
| 123530 - | 2000 XL13              | 4 de desembre, 2000  | Socorro              | LINEAR                                         |
| 123531 - | 2000 XT13              | 4 de desembre, 2000  | Socorro              | LINEAR                                         |
| 123532 - | 2000 XZ13              | 4 de desembre, 2000  | Bohyunsan            | Y.-B. Jeon, B.-C. Lee                          |
| 123533 - | 2000 XX15              | 1 de desembre, 2000  | Socorro              | LINEAR                                         |
| 123534 - | 2000 XD16              | 1 de desembre, 2000  | Socorro              | LINEAR                                         |
| 123535 - | 2000 XF16              | 1 de desembre, 2000  | Socorro              | LINEAR                                         |
| 123536 - | 2000 XU17              | 4 de desembre, 2000  | Socorro              | LINEAR                                         |
| 123537 - | 2000 XE18              | 4 de desembre, 2000  | Socorro              | LINEAR                                         |
| 123538 - | 2000 XR19              | 4 de desembre, 2000  | Socorro              | LINEAR                                         |
| 123539 - | 2000 XV19              | 4 de desembre, 2000  | Socorro              | LINEAR                                         |
| 123540 - | 2000 XN20              | 4 de desembre, 2000  | Socorro              | LINEAR                                         |
| 123541 - | 2000 XS20              | 4 de desembre, 2000  | Socorro              | LINEAR                                         |
| 123542 - | 2000 XM21              | 4 de desembre, 2000  | Socorro              | LINEAR                                         |
| 123543 - | 2000 XG22              | 4 de desembre, 2000  | Socorro              | LINEAR                                         |
| 123544 - | 2000 XK22              | 4 de desembre, 2000  | Socorro              | LINEAR                                         |
| 123545 - | 2000 XN22              | 4 de desembre, 2000  | Socorro              | LINEAR                                         |
| 123546 - | 2000 XK23              | 4 de desembre, 2000  | Socorro              | LINEAR                                         |
| 123547 - | 2000 XS23              | 4 de desembre, 2000  | Socorro              | LINEAR                                         |
| 123548 - | 2000 XT24              | 4 de desembre, 2000  | Socorro              | LINEAR                                         |
| 123549 - | 2000 XF25              | 4 de desembre, 2000  | Socorro              | LINEAR                                         |
| 123550 - | 2000 XK25              | 4 de desembre, 2000  | Socorro              | LINEAR                                         |
| 123551 - | 2000 XU26              | 4 de desembre, 2000  | Socorro              | LINEAR                                         |
| 123552 - | 2000 XD29              | 4 de desembre, 2000  | Socorro              | LINEAR                                         |
| 123553 - | 2000 XN29              | 4 de desembre, 2000  | Socorro              | LINEAR                                         |
| 123554 - | 2000 XL30              | 4 de desembre, 2000  | Socorro              | LINEAR                                         |
| 123555 - | 2000 XP30              | 4 de desembre, 2000  | Socorro              | LINEAR                                         |
| 123556 - | 2000 XW30              | 4 de desembre, 2000  | Socorro              | LINEAR                                         |
| 123557 - | 2000 XJ32              | 4 de desembre, 2000  | Socorro              | LINEAR                                         |
| 123558 - | 2000 XD33              | 4 de desembre, 2000  | Socorro              | LINEAR                                         |
| 123559 - | 2000 XG33              | 4 de desembre, 2000  | Socorro              | LINEAR                                         |
| 123560 - | 2000 XT33              | 4 de desembre, 2000  | Socorro              | LINEAR                                         |
| 123561 - | 2000 XD34              | 4 de desembre, 2000  | Socorro              | LINEAR                                         |
| 123562 - | 2000 XU34              | 4 de desembre, 2000  | Socorro              | LINEAR                                         |
| 123563 - | 2000 XY34              | 4 de desembre, 2000  | Socorro              | LINEAR                                         |
| 123564 - | 2000 XC35              | 4 de desembre, 2000  | Socorro              | LINEAR                                         |
| 123565 - | 2000 XP35              | 4 de desembre, 2000  | Socorro              | LINEAR                                         |
| 123566 - | 2000 XR35              | 5 de desembre, 2000  | Socorro              | LINEAR                                         |
| 123567 - | 2000 XV35              | 5 de desembre, 2000  | Socorro              | LINEAR                                         |
| 123568 - | 2000 XZ35              | 5 de desembre, 2000  | Socorro              | LINEAR                                         |
| 123569 - | 2000 XC36              | 5 de desembre, 2000  | Socorro              | LINEAR                                         |
| 123570 - | 2000 XP36              | 5 de desembre, 2000  | Socorro              | LINEAR                                         |
| 123571 - | 2000 XV36              | 5 de desembre, 2000  | Socorro              | LINEAR                                         |
| 123572 - | 2000 XZ36              | 5 de desembre, 2000  | Socorro              | LINEAR                                         |
| 123573 - | 2000 XG37              | 5 de desembre, 2000  | Socorro              | LINEAR                                         |
| 123574 - | 2000 XJ37              | 5 de desembre, 2000  | Socorro              | LINEAR                                         |
| 123575 - | 2000 XA38              | 5 de desembre, 2000  | Socorro              | LINEAR                                         |
| 123576 - | 2000 XV38              | 4 de desembre, 2000  | Socorro              | LINEAR                                         |
| 123577 - | 2000 XJ39              | 4 de desembre, 2000  | Socorro              | LINEAR                                         |
| 123578 - | 2000 XV39              | 4 de desembre, 2000  | Socorro              | LINEAR                                         |
| 123579 - | 2000 XA40              | 5 de desembre, 2000  | Socorro              | LINEAR                                         |
| 123580 - | 2000 XK40              | 5 de desembre, 2000  | Socorro              | LINEAR                                         |
| 123581 - | 2000 XO40              | 5 de desembre, 2000  | Socorro              | LINEAR                                         |
| 123582 - | 2000 XQ40              | 5 de desembre, 2000  | Socorro              | LINEAR                                         |
| 123583 - | 2000 XR40              | 5 de desembre, 2000  | Socorro              | LINEAR                                         |
| 123584 - | 2000 XT40              | 5 de desembre, 2000  | Socorro              | LINEAR                                         |
| 123585 - | 2000 XD41              | 5 de desembre, 2000  | Socorro              | LINEAR                                         |
| 123586 - | 2000 XH41              | 5 de desembre, 2000  | Socorro              | LINEAR                                         |
| 123587 - | 2000 XK42              | 5 de desembre, 2000  | Socorro              | LINEAR                                         |
| 123588 - | 2000 XM42              | 5 de desembre, 2000  | Socorro              | LINEAR                                         |
| 123589 - | 2000 XE44              | 6 de desembre, 2000  | Socorro              | LINEAR                                         |
| 123590 - | 2000 XT45              | 15 de desembre, 2000 | Socorro              | LINEAR                                         |
| 123591 - | 2000 XV45              | 15 de desembre, 2000 | Socorro              | LINEAR                                         |
| 123592 - | 2000 XP46              | 7 de desembre, 2000  | Socorro              | LINEAR                                         |
| 123593 - | 2000 XZ46              | 15 de desembre, 2000 | Socorro              | LINEAR                                         |
| 123594 - | 2000 XF49              | 4 de desembre, 2000  | Socorro              | LINEAR                                         |
| 123595 - | 2000 XN50              | 5 de desembre, 2000  | Socorro              | LINEAR                                         |
| 123596 - | 2000 XX51              | 6 de desembre, 2000  | Socorro              | LINEAR                                         |
| 123597 - | 2000 YN2               | 19 de desembre, 2000 | Socorro              | LINEAR                                         |
| 123598 - | 2000 YW3               | 18 de desembre, 2000 | Kitt Peak            | Spacewatch                                     |
| 123599 - | 2000 YJ5               | 20 de desembre, 2000 | Socorro              | LINEAR                                         |
| 123600 - | 2000 YL5               | 20 de desembre, 2000 | Socorro              | LINEAR                                         |